# Ahmed Mešić
Šejh mesnevihân Ahmed ef. Mešić (poznat i kao Šejh Ahmed Nuruddin; Tuzla, 1916. – Tuzla, 25. listopada 1994.), bosanskohercegovački je teolog bošnjačkog podrijetla, šerijatski pravnik, prevoditelj, šejh nakšibendijskog tarikata i osnivač katedre za Mesneviju.

## Životopis
Ahmed Mešić je rođen 1916. godine u Tuzli. U Sarajevu je završio Višu šerijatsku školu 1940. godine. Godine 1953. napustio je imamski poziv i posvetio se radu u gospodarstvu, obavljajući poslove financijsko-komercijalnog službenika u Banovićima, Kaknju, Visokom i Sarajevu. Poslije četiri-pet godina, prebačen je na rad u TE Kakanj, gdje je bio šef računovodstva, pe se stoga obitelj preselila u Visoko.
U Visokom je pozvan da se aktivira u Visočkoj tekiji radi rada na prevođenju poznatih dijela s arapskog, perzijskog i turskog jezika. Od 1972. do 1976. godine držao je predavanja iz Mesnevije u Visočkoj tekiji. To će nastaviti i nakon povratka u rodnu Tuzlu poslije 1977. godine. Uz pomoć Medžlisa Islamske zajednice u Tuzli, 1990. godine otvara u tom gradu katedru Mesnevije, a za šejha nakšibendijskog tarikata imenovao ga je njegov šejh Sulhija ef. Hadžimejlić 1991. godine.
Ožujka 1994. godine sa svojim dervišima šejh Ahmed ef. Mešić je u renoviranom mektebu Majdanske džamije otvorio Majdansku tekiju. To je bila prva tekija u Tuzli nakon Drugog svjetskog rata. U tom periodu pokreće aktivnosti za izgradnju nove nakšibendijske tekije, koja biva izgrađena i otvorena 1996. godine i danas nosi njegovo derviško ime - Ahmed Nuruddin.
Umro je u Tuzli, 25. listopada 1994. godine. 

## Djela

### Autor
- Šta je islam i šta islam nudi čovječanstvu (Tuzla, 2003.)

### Prevoditelj
- Istine o tesavvufu (Tuzla, 1998.)
- Mesnevija; s perzijskog preveo i komentare napisao Ahmed O. Mešić (Tuzla, 2016.)

## Vanjske povezice
- O šejhu Ahmedu ef. Mešiću